# Ministère de la Justice (Grèce)
Pour les articles homonymes, voir Ministère de la Justice.
Le ministère de la Justice (en grec moderne : Υπουργείο Δικαιοσύνης) est le département ministériel du gouvernement de la République hellénique responsable de la supervision du système judiciaire et des normes juridiques.

## Historique

### Titulaires
| Nom                                                                 | Nom                                              | Mandat            | Mandat            | Parti  | Gouvernement                       |
| ------------------------------------------------------------------- | ------------------------------------------------ | ----------------- | ----------------- | ------ | ---------------------------------- |
| Ministre de la Justice                                              |                                                  |                   |                   |        |                                    |
|                                                                     | Konstantínos Papakonstantínou                    | 24 juillet 1974   | 9 octobre 1974    | Aucun  | Unité nationale                    |
|                                                                     | Geórgios Ikonomópoulos                           | 9 octobre 1974    | 21 novembre 1974  | Aucun  | Unité nationale                    |
|                                                                     | Konstantínos Stephanákis                         | 21 novembre 1974  | 21 octobre 1977   | ND     | Konstantínos Karamanlís VI         |
|                                                                     | Spyrídon Gángas                                  | 21 octobre 1977   | 28 novembre 1977  | Aucun  | Konstantínos Karamanlís VI         |
|                                                                     | Geórgios Stamátis                                | 28 novembre 1977  | 17 septembre 1981 | ND     | Konstantínos Karamanlís VII Rállis |
|                                                                     | Sólon Rángas                                     | 17 septembre 1981 | 21 octobre 1981   | Aucun  | Rállis                             |
|                                                                     | Efstáthios Alexandrís                            | 21 octobre 1981   | 5 juillet 1982    | PASOK  | Andréas Papandréou I               |
|                                                                     | Geórgios-Aléxandros Magákis                      | 5 juillet 1982    | 22 mai 1984       | PASOK  | Andréas Papandréou I               |
|                                                                     | Panagiótis Markópoulos                           | 22 mai 1984       | 21 juin 1984      | Aucun  | Andréas Papandréou I               |
|                                                                     | Geórgios-Aléxandros Magákis                      | 21 juin 1984      | 9 mai 1985        | PASOK  | Andréas Papandréou I               |
|                                                                     | Panagiótis Markópoulos                           | 9 mai 1985        | 5 juin 1985       | Aucun  | Andréas Papandréou I               |
|                                                                     | Mitliádis Papaïoánnou                            | 5 juin 1985       | 26 juillet 1985   | PASOK  | Andréas Papandréou II              |
|                                                                     | Geórgios-Aléxandros Magákis                      | 26 juillet 1985   | 25 avril 1986     | PASOK  | Andréas Papandréou II              |
|                                                                     | Apóstolos Kaklamánis                             | 25 avril 1986     | 5 février 1987    | PASOK  | Andréas Papandréou II              |
|                                                                     | Leftéris Veryvákis                               | 5 février 1987    | 23 septembre 1987 | PASOK  | Andréas Papandréou II              |
|                                                                     | Ménios Koutsógiorgas (Vice-Premier ministre)     | 23 septembre 1987 | 18 novembre 1988  | PASOK  | Andréas Papandréou II              |
|                                                                     | Vassíleios Rótis                                 | 18 novembre 1988  | 17 mars 1989      | PASOK  | Andréas Papandréou II              |
|                                                                     | Giánnis Skoularíkis                              | 17 mars 1989      | 2 juin 1989       | PASOK  | Andréas Papandréou II              |
|                                                                     | Konstantínos Stamátis                            | 2 juin 1989       | 2 juillet 1989    | Aucun  | Andréas Papandréou II              |
|                                                                     | Fótis Kouvélis                                   | 2 juillet 1989    | 12 octobre 1989   | SYN    | Tzannetákis                        |
|                                                                     | Konstantínos Stamátis                            | 12 octobre 1989   | 11 avril 1990     | Aucun  | Grívas Zolótas                     |
|                                                                     | Athanásios Kanellópoulos (Vice-Premier ministre) | 11 avril 1990     | 8 août 1991       | ND     | Konstantínos Mitsotákis            |
|                                                                     | Michális Papakonstantínou                        | 8 août 1991       | 7 août 1992       | ND     | Konstantínos Mitsotákis            |
|                                                                     | Ioánnis Varvitsiótis                             | 7 août 1992       | 3 décembre 1992   | ND     | Konstantínos Mitsotákis            |
|                                                                     | Ánna Benáki-Psaroúda                             | 3 décembre 1992   | 14 septembre 1993 | ND     | Konstantínos Mitsotákis            |
|                                                                     | Geórgios Plagianákos                             | 14 septembre 1993 | 13 octobre 1993   | Aucun  | Konstantínos Mitsotákis            |
|                                                                     | Geórgios Kouvelákis                              | 13 octobre 1993   | 10 février 1995   | PASOK  | Andréas Papandréou III             |
|                                                                     | Anastásios Peponís                               | 10 février 1995   | 15 septembre 1995 | PASOK  | Andréas Papandréou III             |
|                                                                     | Giánnis Pottákis                                 | 15 septembre 1995 | 22 janvier 1996   | PASOK  | Andréas Papandréou III             |
|                                                                     | Evángelos Venizélos                              | 22 janvier 1996   | 30 août 1996      | PASOK  | Simítis I                          |
|                                                                     | Anárgyros Phatoúros                              | 30 août 1996      | 25 septembre 1996 | Aucun  | Simítis I                          |
|                                                                     | Evángelos Giannópoulos                           | 25 septembre 1996 | 20 mars 2000      | PASOK  | Simítis II                         |
|                                                                     | Dimítrios Gourgourákis                           | 20 mars 2000      | 13 avril 2000     | Aucun  | Simítis II                         |
|                                                                     | Michaíl Stathópoulos                             | 13 avril 2000     | 24 octobre 2001   | PASOK  | Simítis III                        |
|                                                                     | Phílippos Petsálnikos                            | 24 octobre 2001   | 10 mars 2004      | PASOK  | Simítis III                        |
|                                                                     | Anastásios Papaligoúras                          | 10 mars 2004      | 22 septembre 2007 | ND     | Kostás Karamanlís I                |
|                                                                     | Sotíris Katzigákis                               | 22 septembre 2007 | 7 janvier 2009    | ND     | Kostás Karamanlís II               |
|                                                                     | Níkos Déndias                                    | 7 janvier 2009    | 7 octobre 2009    | ND     | Kostás Karamanlís II               |
| Ministre de la Justice, de la Transparence et des Droits de l'homme |                                                  |                   |                   |        |                                    |
|                                                                     | Cháris Kastanídis                                | 7 octobre 2009    | 17 juin 2011      | PASOK  | Giórgos Papandréou                 |
|                                                                     | Miltiádis Papaioánnou                            | 17 juin 2011      | 17 mai 2012       | PASOK  | Giórgos Papandréou Papadímos       |
|                                                                     | Dimítrios Gourgourákis                           | 17 mai 2012       | 20 juin 2012      | Aucun  | Pikramménos                        |
|                                                                     | Antónis Roupakiótis                              | 20 juin 2012      | 24 juin 2013      | Aucun  | Samarás                            |
|                                                                     | Charálampos Athanasíou                           | 24 juin 2013      | 27 janvier 2015   | ND     | Samarás                            |
|                                                                     | Níkos Paraskevópoulos                            | 27 janvier 2015   | 28 août 2015      | Aucun  | Tsípras I                          |
|                                                                     | Dimítrios Papangelópoulos                        | 28 août 2015      | 23 septembre 2015 | Aucun  | Thánou                             |
|                                                                     | Stavros Kontonis                                 | 23 septembre 2015 | 28 août 2018      | SYRIZA | Tsípras II                         |
|                                                                     | Michális Kalogirou                               | 28 août 2018      | 9 juillet 2019    | SYRIZA | Tsípras II                         |
| Ministre de la Justice                                              |                                                  |                   |                   |        |                                    |
|                                                                     | Konstantínos Tsiáras                             | 9 juillet 2019    | 26 mai 2023       | ND     | K. Mitsotákis I                    |
|                                                                     | Fílippos Spyrópoulos                             | 26 mai 2023       | 27 juin 2023      | Aucun  | Sarmás                             |
|                                                                     | Giórgos Florídis                                 | 27 juin 2023      | en cours          | Aucun  | K. Mitsotákis II                   |